# Adolf Tièche
Adolf Tièche (* 12. April 1877 in Bern; † 8. November 1957 ebenda; heimatberechtigt in Reconvilier) war ein Schweizer Architektur- und Landschaftsmaler.

## Leben
Der Sohn des Architekten Paul Adolphe Tièche absolvierte nach Erhalt der eidgenössischen Maturität das Studium der Architektur an der Technischen Hochschule Stuttgart. Tièche wandte sich in der Folge insbesondere der Architekturmalerei zu. Als er 1900 Versaille besuchte, entschloss er sich Maler zu werden und studierte in Paris an der Académie Colarossi. Sein großes Vorbild war Jean-Baptiste-Camille Corot. Nach Studienreisen, die ihn durch Italien, Norwegen, Deutschland, Österreich, Griechenland, Nordafrika und Frankreich führten, ließ er sich 1904 dauerhaft in seiner Heimatstadt Bern nieder. In der Schweiz malte er seine Landschaftbilder hauptsächlich in Gstaad, Lauenen, Melchsee-Frutt und im Engadin. Tièche setzte sich für den Erhalt alter Berner Bauwerke u. a. für das alte Historische Museum und des Käfigturm ein.
Tièche war ein Repräsentant der von Ferdinand Hodler geführten «Berner Schule», zu der auch Traugott Senn, Emil Cardinaux, Eduard Boss, Ernst Linck, Emil Prochaska (1874–1948) und Max Eugen Brack (1878–1950) gehörten.
Tièche war während vieler Jahre Präsident der Gesellschaft Schweizerischer Maler, Bildhauer und Architekten Sektion Bern (heute GSMB) und Hauptbegründer der Kunsthalle Bern. Während acht Jahren hatte er auch bei allen grossen Ausstellungen das hängen der Kunstwerke besorgt. Tièches künstlerisches Werk umfasst vor allem Aquarelle und Rötelzeichnungen. Das Mappenwerk Aus den bernischen Landedelsitzen des 18. Jahrhunderts schenkte er dem Kunstmuseum Bern. 1913 erschien das Werk im Kaiser-Verlag in Bern.
Tièche verstarb im Herbst 1957 in seinem 81. Lebensjahr. Sein Nachlass befindet sich in der Burgerbibliothek Bern.

## Weitere Publikationen
- Alt Bern : 26 Handzeichnungen [wovon 1 auf der Mappe] in Rötelstift = Vieux Berne. 26 dessins à la Sanguine. A. Francke, Bern 1909.
- Bern. Kaiser-Verlag, Bern 1914.
- Offizieller Führer [für die] Schweizerische Landesausstellung in Bern, 15. Mai – 15. Oktober 1914,. Mit farbigem Monumentalplan. Kümmerly & Frey, Bern 1914.
- zusammen mit Erwin Heimann: Lichter auf Bern : ein Führer zu Bern und den Bernern. Paul Haupt, Bern 1976.